# James Barnes (General)

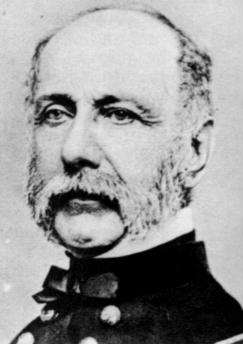
James Barnes

James Barnes (* 28. Dezember 1801 in Boston, Massachusetts; † 12. Februar 1869 in Springfield, Massachusetts) war ein US-amerikanischer Eisenbahnmanager und ein Unionsgeneral während des Amerikanischen Bürgerkrieges.

## Vor dem Bürgerkrieg
Barnes besuchte die Boston Latin School und graduierte dann 1829 an der Militärakademie in West Point (New York), in derselben Klasse wie Robert E. Lee. Bei seinem Abschluss war er älter als die meisten anderen Kadetten und schloss doch als fünfter der Klasse ab, wobei die Klasse 46 Kadetten hatte. Er erhielt den Brevet-Rang eines Second Lieutenants in der 4. US-Artillerie, aber verbrachte die meiste seiner Dienstzeit als Ausbilder für Taktik und Französisch auf der Akademie.
Am 31. Juli 1836 gab er sein Offizierspatent zurück, wurde ein Eisenbahningenieur und von 1839 Leiter der Western Railroad, einen Posten, den er 22 Jahre innehatte.

## Im Bürgerkrieg
Am 26. Juli 1861 erhielt Barnes ein Offizierspatent als Colonel im 18. Massachusetts Regiment. Er und sein Regiment verbanden sich mit der Army of the Potomac während des Halbinsel-Feldzugs, nahmen aber an keinen Kampf teil. Während der Sieben Tage Schlacht war das Regiment der Nachhut zugeteilt, so dass Barnes wieder nicht an einem Kampf teilnahm. Sein Brigadekommandant, Brigadegeneral John Martindale, wurde nach der Schlacht am Malvern Hill von seinem Kommando entbunden und Barnes wurde am 10. Juli 1862 neuer Kommandant der 1. Brigade in der 1. Division des V. Korps. Aus unbekannten Gründen war Barnes nicht bei seiner Brigade bei der Zweiten Schlacht am Bull Run und obwohl das V. Korps zu der Schlacht am Antietam marschierte, wurde er in der Reserve belassen, so dass er wieder nicht zum Einsatz kam. Allerdings sah Barnes während Lees Rückzug nach Virginia seinen ersten Kampf, als seine Brigade durch die Nachhut der Konföderierten Armee angegriffen wurde, was zur Folge hatte, dass 200 Mann angeschossen oder im Potomac River ertrunken und über 100 gefangen genommen wurden.
Bei der Schlacht von Fredericksburg im Dezember zeigte Barnes für das erste Mal eine bemerkenswerte Leistung, als er seine Brigade in einen der Schlussangriffe gegen die konföderierten Positionen am Marye's Heights führte. Sein Divisionskommandant schrieb nach der Schlacht: „James Barnes ... hat für seine Kaltblütigkeit, Kraft und markantes Geschick Anspruch auf Sonderurlaub.“ In der Schlacht bei Chancellorsville kehrte er zu Truppe zurück und das V. Korps verließ die Reserve. Am 29. November 1862 wurde Barnes zum Brigadegeneral ernannt. Nach der Schlacht erkrankte sein Divisionskommandant, Charles Griffin, und Barnes übernahm am 26. Dezember 1862 das Kommando über die 1. Division.
1863 kampierte Barnes’ Division bei Union Mills (Maryland), auf ihren Weg nach Pennsylvania, wo die Schlacht von Gettysburg sich als das wichtigste Gefecht in seiner Laufbahn herausstellen würde. Der neue Divisionskommandant, nun 61 Jahre alt, älter als einige andere Unionsgeneräle mit Ausnahme des anwesenden Brigadegenerals George S. Greene, kam am frühen Morgen des 2. Juli 1863, dem zweiten Tag der Schlacht von Gettysburg, mit dem Rest des V. Korps an. Während des massiven konföderierten Angriffs auf die linke Unionsflanke am Nachmittag, wurde eine von Barnes’ Brigaden, die unter Colonel Strong Vincents Kommando stand, umgeleitet, um die Flanke bei Little Round Top zu verteidigen. Die Brigade agierte prächtig, ohne dass Barnes wesentlich etwas mit ihren Aktionen zu tun hatte oder dem Entschluss sie dorthin zu schicken.
Barnes war mit seinen zwei anderen Brigaden geschickt worden die Unionslinie bei Wheatfield zu verstärken, wo seine Laufbahn einen unheilvollen Abwärtslauf nahm. Nach der Schlacht wurde er kritisiert, das er ohne Erlaubnis seine zwei Brigaden unter den Colonelen Jacob B. Sweitzer und William S. Tilton 300 Yards vom Wheatfield zurückziehen ließ, ungeachtet der Proteste der Generäle an seinen Flanken. Als die Verstärkungen vom II. Korps ankamen, gab Generalmajor David B. Birney Barnes’ Männern Befehle sich hinzulegen während die Brigade von Brigadegeneral Samuel K. Zook über sie hinweg marschierte. Sweitzers Brigade wurde nach Wheatfield gesandt, wo sie durch ein anderes konföderiertes Kommando, das unter Brigadegeneral William T. Wofford stand, in die Flanke angegriffen wurden. Barnes konnte keine Hilfe in der Nähe für seine Truppen finden. Zum Abend hin war Barnes am Bein verwundet und obwohl er gesundete, kehrte er niemals mehr auf Schlachtfeld zurück.
Nach seiner Gesundung verbrachte Barnes den Rest des Krieges mit Garnisonsdienst in Virginia und Maryland. Dies schloss das Kommando über den District von St. Marys City (Maryland) ein, was das Kriegsgefangenenlager bei Point Lookout (Maryland) im Mittleren Department umfasste. Kurz vor Kriegsende erhielt er am 13. März 1865 den Brevet-Rang eines Generalmajors. Am 15. Januar 1866 wurde er ausgemustert.

## Nach dem Bürgerkrieg
Nach dem Krieg kehrte Barnes zu seiner Tätigkeit als Eisenbahningenieur und war Mitglied der Regierungskommission, die den Bau der Union Pacific Railroad beaufsichtigte. Barnes verstarb 1869 in Springfield und wurde dann auf dem Springfield Cemetery beigesetzt.